# Dietmar Brixy

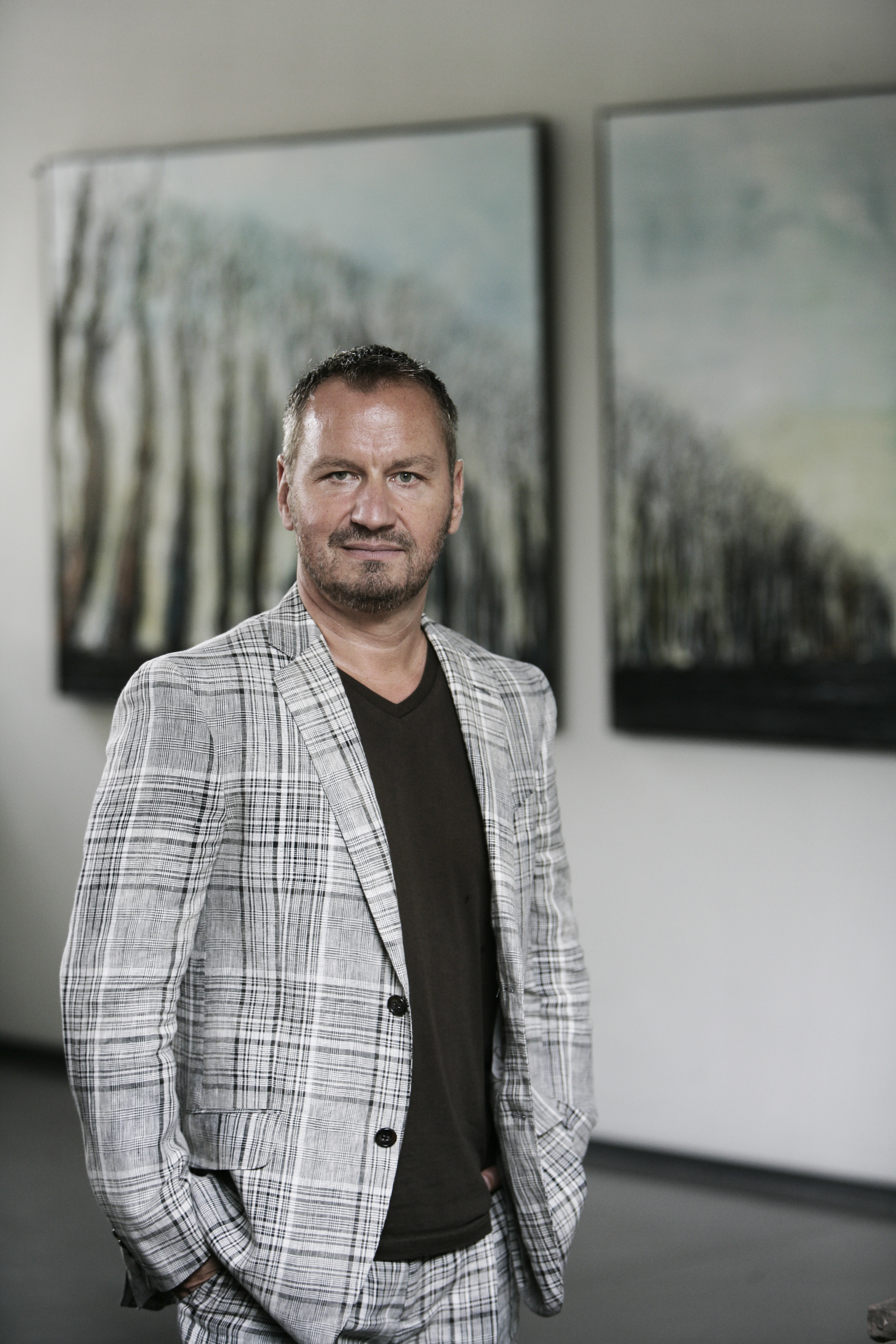
Dietmar Brixy

Dietmar Brixy (* 1961 in Mannheim) ist ein deutscher Maler und Bildhauer.

## Biographie

### Leben
Dietmar Brixy wurde als Sohn eines Maurers 1961 in Mannheim (im Stadtteil Rheinau) geboren. Von 1985 bis 1991 studierte Brixy in der Klasse für Bildhauerei an der Staatlichen Akademie der Bildenden Künste Karlsruhe. Sein Interesse wendete sich im Laufe seines Studiums der Malerei zu. Die Affinität zum plastischen Gestalten kristallisierte sich jedoch als ein signifikantes Merkmal seiner Malerei heraus. Seine Professoren in Karlsruhe waren Wilhelm Loth, Michael Sandle, Harald Klingelhöller, Katharina Fritsch, Werner Pokorny und Elisabeth Wagner. Seit 1991 arbeitet er in Mannheim als freischaffender Künstler.
Seit 1991 stellt Dietmar Brixy in Galerien, Museen und Kunstvereinen aus. Durch seine Galerien wird er regelmäßig auf internationalen Kunstmessen repräsentiert. Dietmar Brixy erhielt folgende Preise und Stipendien: 1988 Jahresausstellung Akademie der Bildenden Künste, Karlsruhe (1. Preis), 1989 Stipendium der Stadt Mannheim (Aufenthalt in Polen, Krakau), 1998 Förderpreis des Ludwig-Roos-Fonds, 2008 und 2014 „WELDE Kunstpreis“ (Gewinner Publikumspreis). Mal- und Studienreisen in das europäische Ausland (seit 2003 regelmäßig auf die Kanarischen Inseln wo seit 2009 seine Papierarbeiten zur Serie „Eden“ entstehen und fortgesetzt werden) sowie u. a. auch nach Malaysia, Mexiko, Indien, Thailand und Bali oder auch auf die Seychellen und in die USA.

### Künstlerhaus

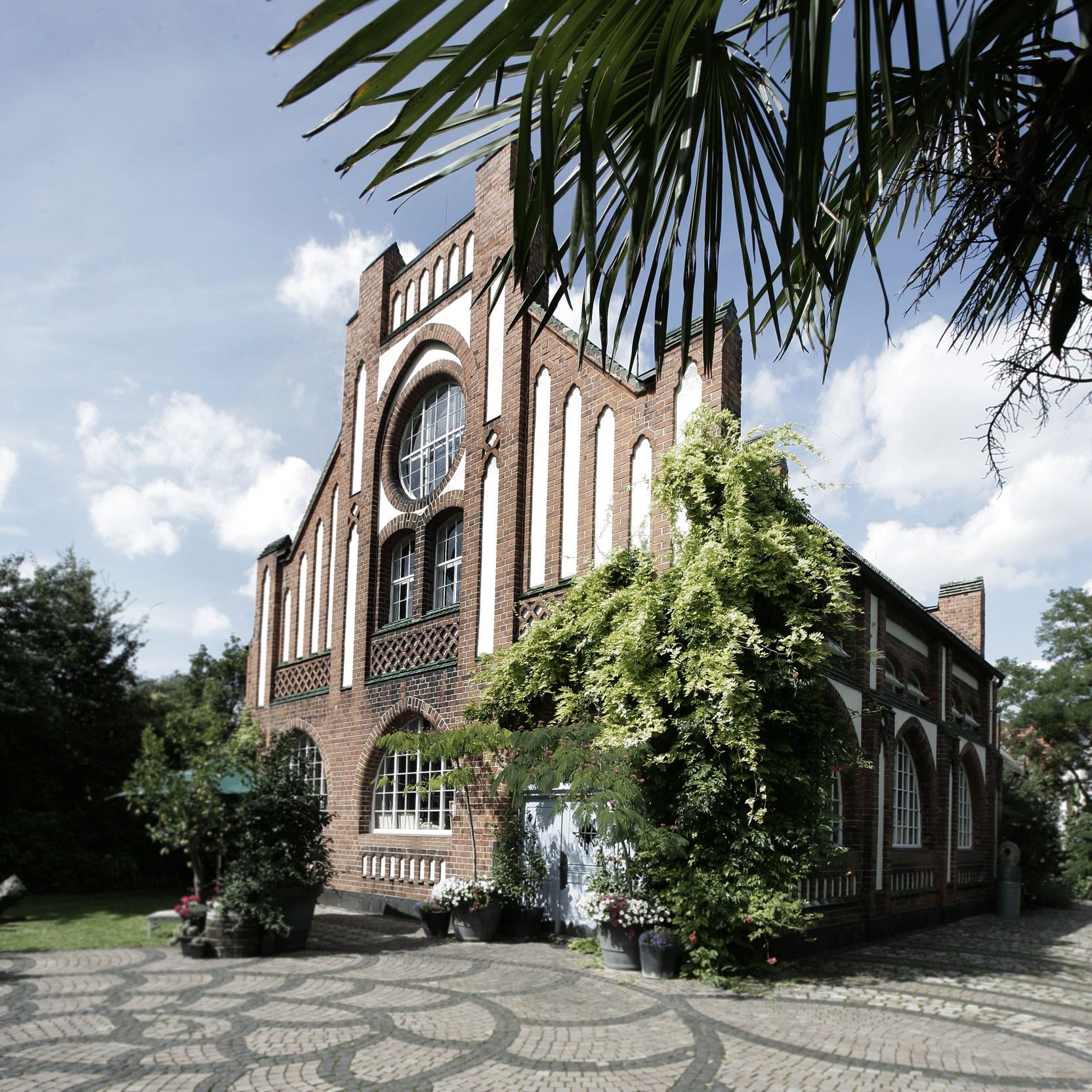
Das Pumpwerk in Mannheim-Neckarau, August 2004

2001 erwarb Brixy das Alte Pumpwerk Neckarau, ein neugotisches Industriegebäude, das 1903 ursprünglich nach Plänen des Mannheimer Stadtbaudirektors Richard Perrey entworfen und errichtet wurde.
Von 2001 bis 2003 ließ der Künstler als Bauherr das Alte Pumpwerk sanieren, und erhielt für den denkmalgerechten Umbau des neugotischen Klinkerbaus zum modernen Künstlerhaus mit Wohntrakt, Atelier und Ausstellungsplattform diverse Denkmalschutzpreise. Neben der Ernennung zum Denkmal des Monats (Baden-Württemberg) im Februar 2004 durch die Denkmalstiftung Baden-Württemberg gewann der Künstler den Denkmalschutzpreis der Württemberg Hypo, des Schwäbischen Heimatbundes und des Landesvereins Badische Heimat. 2015 erhielt er zudem den Stadtbildpreis Mannheim (Denkmalschutzpreis). Seit 2004 finden hier jährliche, temporäre Ausstellungen eigener Arbeiten von Dietmar Brixy statt.

## Künstlerisches Schaffen
Während seines Studiums verlagerte sich Dietmar Brixys Interesse zunehmend vom Plastischen hin zur Malerei. Prägend für seine künstlerische Entwicklung wurden insbesondere Begegnungen mit dem amerikanischen Action Painting und dessen charakteristischer Dripping-Technik. Diese Einflüsse formten maßgeblich seinen unverkennbaren malerischen Stil, der vor allem durch stark pastose Materialbilder geprägt ist. Brixys Werke entstehen häufig auf einem dynamischen Action-Painting-Untergrund. In mehreren Schichten trägt er Farben mit Pinseln und Händen auf, um diese anschließend mittels Malmesser und Spachteln partiell wieder freizulegen. So entstehen reliefartige Strukturen und intensive, haptische Oberflächen. Seine Bildwelten bewegen sich spannungsvoll zwischen informeller Kunst, expressiver Malerei und angedeuteter Figuration und schaffen dabei eine einzigartige Synthese aus gestischer Abstraktion und gegenständlicher Anmutung.
Inhaltlicher Ausgangspunkt seiner Bildwelt von haptischer Qualität bildet die Natur, der Blick auf Pflanzen und Blütenpracht, z. B. auf Irisblüten, Olivenbäume und Palmen, Ginkgobäume und Bambusbüsche, Feigen- und Zitrusbäume. Brixys Dreh- und Angelpunkt in der formalen Auseinandersetzung ist der Umgang mit der Farbe, ihrer Materialität und Wirkungsästhetik. Der Farbauftrag variiert von dicht-opak bis zart-transparent.
„Dietmar Brixy präsentiert uns eine Malerei, die wir als Bühne wahrnehmen. Er nimmt uns an die Hand und führt uns in dieses Universum, in dem wir unseren Blick von links nach rechts und von oben nach unten wenden und uns im Zentrum des Bildes und an einem fantastischen Ort wiederfinden. Dieser kraftvolle Farbrhythmus und diese Vielzahl von Farben, die der Natur und ihren unendlichen Phänomenen entnommen sind, machen uns zunächst sprachlos.“

## Ausstellungen (Auswahl)
Seit den 1990er-Jahren präsentiert Dietmar Brixy seine Werke in zahlreichen Einzel- und Gruppenausstellungen im In- und Ausland. Seine Arbeiten wurden unter anderem in folgenden Institutionen und auf folgenden Messen gezeigt:
Einzelausstellungen (Auswahl):
- Biblioteca Nazionale Marciana, Venedig (2024)
- Kunstverein Villa Streccius, Landau (2022)
- European Parliament, Brüssel (2017)
- Kunsträume Zermatt, Schweiz (2019)
- MS Europa 2, Hamburg (2019)
- CONTEXT New York, USA (2019)
- Kunstverein Coburg (2016)
- Art Market Budapest, Ungarn (2014)
- Contemporary Istanbul, Türkei (2013)
- Wasserturm Mannheim, Wahrzeichen der Stadt Mannheim (2013)
- Kunstverein Schwetzingen (2010, 2014, 2022)

Gruppenausstellungen (Auswahl):
- POSITIONS Berlin Art Fair (mehrfach, u. a. 2020, 2024)
- Sylt Art Fair (2024, 2025)
- art KARLSRUHE (regelmäßig seit 2010)
- Art Miami / CONTEXT Art Miami, USA (2015, 2021)
- BRAFA Art Fair, Brüssel (2016)
- Kunst Zürich, Schweiz (2022)
- Luxembourg Art Week (2021)
- Cheongju Crafts Biennale, Südkorea (2019)
- Badischer Kunstverein, Karlsruhe (mehrfach)
- Kunstverein Schwetzingen, Leimen, Worms (mehrfach)

## Kataloge
Begleitend zu Dietmar Brixys Ausstellungen sind folgende Katalogbücher erschienen:
- 1991 „Dietmar Brixy“, Text von Ursula Pawlak, Mannheim 1991
- 1993 „Dietmar Brixy - Bilder aus dem "Malaysia-Zyklus"“. Text von Dr. Christel Heybrock, Mannheim 1993
- 1999 „Dietmar Brixy“.  Anlässlich der gleichnamigen Ausstellung in der Galerie Angelo Falzone, 6. Februar bis 31. März 1999, Text von Dr. Martin Stather, Ludwigshafen 1999
- 2006 „Dietmar Brixy. Malerei und Installationen. 2004 bis 2006“. Anlässlich der gleichnamigen Ausstellung bei Galerie Heufelder – Koos, Texte von Dr. Christel Heybrook, Dr. Annuschka  Koos, Dr. Martin Stather
- 2010 „Dietmar Brixy – Ripe & Juicy“. Anlässlich der gleichnamigen Ausstellungen im Kunstverein Schwetzingen – Orangerie Schloss, 1. Mai bis 6. Juni 2010, sowie im Kunstverein Worms, 2. Mai bis 6. Juni 2010, Text von Dr. Dietmar Schuth, Heidelberg 2010
- 2011 „Dietmar Brixy – Eden“. Anlässlich der gleichnamigen Ausstellung in der Sparkasse Heidelberg, 25. Mai bis 26. August 2011, Text von Dr. Dietmar Schuth, Heidelberg 2011
- 2011 „Dietmar Brixy – Neue Arbeiten“. Anlässlich der gleichnamigen Ausstellung im Klinikum Ludwigshafen, 26. Oktober bis 6. Dezember 2011, Text von Dr. Reinhard Spieler, Ludwigshafen 2011
- 2012 „Dietmar Brixy – Discover“. Neue Arbeiten. Anlässlich der Ausstellung "Dietmar Brixy. Discover – Neue Arbeiten und special guest: Galerie Tammen & Partner (Berlin) mit Herbert Mehler – Stahlskulpturen" im Alten Pumpwerk Neckarau, 28. September bis 20. Oktober 2012, Text von Dr. Melanie Klier, Mannheim 2012
- 2013 „Achtung Brixy. New Paintings and special guest“. Anlässlich der gleichnamigen Ausstellung mit Galerie Tammen & Partner (Berlin) mit Marion Eichmann (Installation/Collage) und Lothar Seruset (Plastik/Wandrelief) im Alten Pumpwerk Neckarau, 4. bis 26. Oktober 2013, Text von Dr. Melanie Klier, Mannheim 2013
- 2014 „Discover Brixy“. Der Katalog erschien anlässlich der Jubiläums-Ausstellung "TEN-Zehn Jahre Kunst im Alten Pumpwerk" im Alten Pumpwerk Neckarau in Mannheim vom 26. September bis 18. Oktober 2014, Text von Dr. Melanie Klier, Mannheim 2014
- 2016 „Brixy Surprise“. Anlässlich der gleichnamigen Ausstellung im Kunstverein Coburg, 3. September bis 3. Oktober 016, Galerie Tammen & Partner / Kunstverein Coburg 2016
- 2020 „Brixy Reflect“. Herausgeber: Galerie Tammen, Berlin & Kunstverein Villa Streccius in Landau e. V. - Texte von: Dorothee Baer-Bogenschütz (Kunsthistorikerin & Kunstjournalistin), Werner Tammen (Galerie Tammen, Berlin), Dr. Monica Jager-Schlichter (Kunstverein Villa Streccius in Landau e. V.), Prof. Dr. Dieter Ronte (Ehemaliger Direktor Museum Moderner Kunst Wien, Sprengel Museum Hannover, Kunstmuseum Bonn) und Dr. Dietmar Schuth M.A. (Museum für die Farbe Blau, Schwetzingen) - Herstellung: Waldkirch KG Verlag - Druck - Agentur
- 2025 "Brixy-The Description of the World". Herausgeber: Association for Art in Public - Texte von: Tayfun Belgin (Kurator der gleichnamigen Ausstellung in der Biblioteca Nazionale Marciana, Venedig und ehemaliger Direktor des Osthaus Museums Hagen), Dirk Geuer (Ausstellungsmacher und Chefkurator der Biennale-Sonderausstellungen in der Biblioteca Nazionale Marciana) und Dr. Stefano Trovato (Direktor der Biblioteca Nazionale Marciana, Venedig). Herstellung: Hirmer Verlag, ISBN 978-3-7774-4479-6